# Домішковий рівень
Домішкові рівні  — енергетичні рівні напівпровідника, розташовані в забороненій зоні, які зумовлені наявними в напівпровіднику домішками або структурними дефектами. Локалізовані біля дефектів, однак незважаючи на локальність істотно впливають на фізичні властивості напівпровідника  — електропровідність, оптичні явища, фотоефект тощо. 

## Донорні та акцепторні домішкові рівні
Розрізняють два види домішкових рівнів — донорні, якщо домішка віддає електрон в зону провідності, та акцепторні, якщо приймає його з валентної зони. В залежності від того, мала чи порівняна з шириною забороненої зони відстань від  домішкового рівня до краю найближчої дозволеної зони, розрізняють мілкі та глибокі домішкові рівні. Мілкі домішкові рівні, які зумовлені заміщенням атома кристалу напівпровідника домішковим, проявляють донорний характер, якщо валентність домішкового атома перевищує на одиницю валентність атомів кристалу, та акцепторний в зворотному випадку.   
Глибокі домішкові рівні зазвичай утворюються за заміщення атомів кристалу атомами, що відрізняються за валентністю понад одиницю. Такі домішки здатні утворювати кілька домішкових рівнів, що відповідають різним зарядовим станам, наприклад, атоми міді в германії створюють три домішкових рівні, які відповідають іонам Cu1-, Cu2- та Cu3-. Глибокі домішкові рівні, що відповідають різним іонам, можуть мати різний характер ( одні можуть бути донорними, інші  — акцепторними).    
Для домішок впровадження незалежно від валентності, якщо їх електронегативність вища за таку в атомів кристалу, то домішкові рівні матимуть акцепторний характер, в зворотному випадку —  донорний.   
Оскільки в напівпровіднику можуть бути одночасно різні домішки, то такий напівпровідник матиме як донорні, так і акцепторні домішкові рівні.    
Локальні домішкові рівні в напівпровіднику можуть бути як вільними, так і зайняті електронами. Найменша енергія, яку необхідна для переведення електрона з донорного рівня в зону провідності, називається енергією іонізації донора. Найменша енергія, яку потрібно надати електрону для переведення його із валентної зони на акцепторний рівень, називається енергією іонізації акцептора.    
За високих концентрацій домішок хвильові функції, відповідні домішковим рівням, перекриваються, внаслідок чого домішкові рівні розщеплюються в домішкові зони, тобто напівпровідник стає виродженим. Домішкові зони за достатньо великих концентрацій домішок можуть перекриватися із валентною зоною чи зоною провідності. Таким чином, зі збільшенням концентрації домішок енергія іонізації зменшується.